# 包振銘
包振銘（？—？），中華民國中國國民黨专政时期实业界名人。

## 简介
生于浙江省宁波镇海县，系北宋名臣包拯之後代。与船王香港包玉刚家族同出一族。包振銘早年在上海经营南北货，曾兼职于上海地方法院。国共内战时期举家迁往台湾，成为台湾早期百货业大亨，是前台湾百货公司南洋百貨的老板，而南洋百貨位於西門町成都路與漢中街口交會處，西門紅樓旁。包振銘也涉足台湾矿业，曾获基隆煤礦的开采权。
包振銘与台北女工有四个私生子，包大銘和后来台湾著名艺人包偉銘、包小松、包小柏三兄弟。三兄弟母亲系台湾本土桃園大溪人，到台北做工遇到包振銘，遂演艺类似瓊瑤筆下「富家子與女工」的经历故事。